# 里庄町
里庄町（さとしょうちょう）は、岡山県の南西部に位置する町。浅口郡に属する唯一の自治体である。
倉敷市や広島県福山市に近く、それらの市のベッドタウンとなっている。

## 地理
町の中央部から北西部にかけては比較的平坦だが、その他は山林となっている。里庄町も瀬戸内地方に数多く見られるため池が多数点在する。
- 山: 虚空蔵山（270m）、毛野無羅山（206m）
- 河川: 新庄川　里見川

### 隣接している自治体
- 笠岡市、浅口市

## 歴史
町の名前は里見村・新庄村の名から一文字ずつ取られたものである。

### 沿革
- 1889年（明治22年）6月1日 - 町村制施行により浅口郡里見村と新庄村が発足した。
- 1905年（明治38年）4月1日 - 里見村と新庄村が合併して里庄村発足。
- 1950年（昭和25年）6月1日 - 町制施行。里庄町となる。

同郡内の鴨方町、金光町、寄島町の3町が合併し浅口市となったが、現在のところ里庄町は合併の動きはない。

## 人口
里庄町の人口は2019年（令和元年）5月31日時点で11,181人、男5,365人、女5,816人となっていたが、2023年（令和5年）5月31日時点では11,016人、男5,327人、女5,689人となっていて男女共々減少している。
| |                                        |  |
| 里庄町と全国の年齢別人口分布（2005年） | 里庄町の年齢・男女別人口分布（2005年） |  |
| ■紫色 ― 里庄町 ■緑色 ― 日本全国 | ■青色 ― 男性 ■赤色 ― 女性              |  |
| 里庄町（に相当する地域）の人口の推移 \| 1970年（昭和45年） \| 7,445人 \| \| \| 1975年（昭和50年） \| 8,216人 \| \| \| 1980年（昭和55年） \| 9,038人 \| \| \| 1985年（昭和60年） \| 9,975人 \| \| \| 1990年（平成2年） \| 10,589人 \| \| \| 1995年（平成7年） \| 10,583人 \| \| \| 2000年（平成12年） \| 10,782人 \| \| \| 2005年（平成17年） \| 10,823人 \| \| \| 2010年（平成22年） \| 10,916人 \| \| \| 2015年（平成27年） \| 10,929人 \| \| \| 2020年（令和2年） \| 10,950人 \| \| |                                        |  |
| 総務省統計局 国勢調査より |                                        |  |
| 1970年（昭和45年） | 7,445人                                |  |
| 1975年（昭和50年） | 8,216人                                |  |
| 1980年（昭和55年） | 9,038人                                |  |
| 1985年（昭和60年） | 9,975人                                |  |
| 1990年（平成2年） | 10,589人                               |  |
| 1995年（平成7年） | 10,583人                               |  |
| 2000年（平成12年） | 10,782人                               |  |
| 2005年（平成17年） | 10,823人                               |  |
| 2010年（平成22年） | 10,916人                               |  |
| 2015年（平成27年） | 10,929人                               |  |
| 2020年（令和2年） | 10,950人                               |  |

## 行政
- 町長：加藤泰久（2018年1月28日就任[1]）[2]
- 議会：定数10人[3]

## 経済

### 産業
- 主な産業:農業主体であるが、隣町の鴨方町と並んで古くから素麺の産地であり食品工場など工場が点在する。また、伝統工芸として大原焼がある。
- 主な企業
  - 扶桑薬品工業岡山工場
  - エスタカヤ電子工業（シャープとタカヤの共同出資によりシャープタカヤ電子工業として設立、2020年シャープが出資を解消し2021年に社名変更）
  - 安田工業（工作機械製造）[4]
  - アカセ木工
  - アサヒグループ食品岡山工場（フリーズドライ食品）
  - サンラヴィアン（洋菓子）

## 地域

### 大字
- 里見（さとみ）
- 新庄（しんじょう）
- 新庄グリーンクレスト（しんじょうグリーンクレスト）
- 浜中（はまなか）

### 教育
- 里庄町立里庄西小学校
- 里庄町立里庄東小学校
- 里庄町立里庄中学校

## 通信

### 電話
町内は笠岡MAに属し、市外局番は0865、そのうち市内局番が60-79の区域が該当する。これは里庄町のほか笠岡市と共通の番号である。市外局番が0865となるエリアは他に鴨方MA、倉敷MA（局番変更の経緯により市外局番は086で、番号は086-5xxとなっている）があるが、通話エリアが異なり相互の通信は市外扱いとなる。

### 郵便
町内全域が笠岡郵便局（郵便区番号「714」「719-03」）の集配管轄区域となっている。
町内の郵便局は里庄郵便局のみである。

## 交通

### 鉄道路線

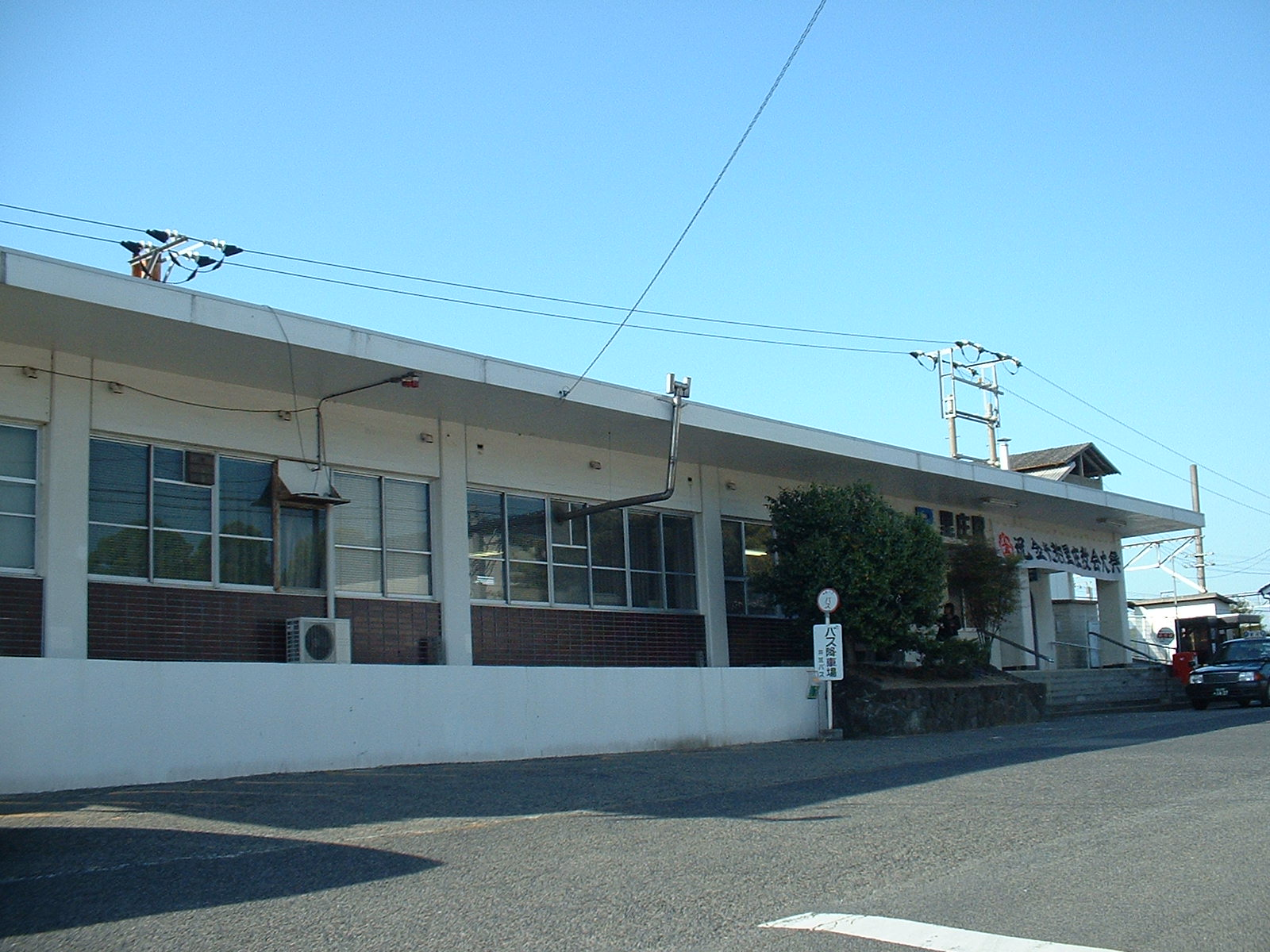
里庄駅

- JR西日本　山陽本線：里庄駅

### 路線バス
- 井笠バス路線は2012年10月31日を以って全線で廃止された。
- 現在は「寄島～里庄線」のみ、浅口市と共同で無料運行している。

### 道路
高速道路
- 町内を通る高速道路：山陽自動車道（町内に施設は一切ない）

一般国道
- 町内を走る一般国道：国道2号

都道府県道
- 町内を走る県道
  - 岡山県道64号矢掛寄島線
  - 岡山県道286号里庄地頭上線
  - 岡山県道288号園井里庄線
  - 岡山県道431号六条院東里庄線
  - 岡山県道432号大島中新庄線
  - 岡山県道434号小坂西六条院中線

## 名所・旧跡・観光スポット・祭事・催事
- 仁科芳雄生家
- 仁科会館
- 鳶尾山城址
- 里庄町役場

## 著名な出身者
- 仁科芳雄（物理学者）
- 小川郷太郎（昭和初期の政治家・財政学者）
- ぴろき（漫談家）
- 藤井風（シンガーソングライター）[6][7]